# Zabrđe (Kosovska Mitrovica)
Pour les articles homonymes, voir Zabrđe.
Zabërgjë en albanais et Zabrđe en serbe latin (en serbe cyrillique : Забрђе) est une localité du Kosovo située dans la commune/municipalité de Mitrovicë/Kosovska Mitrovica et dans le district de Mitrovicë/Kosovska Mitrovica. Selon le recensement kosovar de 2011, elle compte 70 habitants, tous albanais.
Le village est également connu sous le nom albanais de Zabërxhë.

## Démographie

### Évolution historique de la population dans la localité
| 1948 | 1953 | 1961 | 1971 | 1981 | 1991 | 2011 |
| ---- | ---- | ---- | ---- | ---- | ---- | ---- |
| 146  | 158  | 177  | 194  | 222  | 254  | 70   |

|  |